# The Sacrifice
The Sacrifice er en amerikansk stumfilm fra 1909 af D. W. Griffith.

## Medvirkende
- Harry Solter som Mr. Hardluck
- Florence Lawrence som Mrs. Hardluck
- Linda Arvidson
- John R. Cumpson
- George Gebhardt